# Die Hexe des Grafen Dracula
Die Hexe des Grafen Dracula (Alternativtitel: Schwarze Messe auf blutrotem Altar, Originaltitel: Curse of the Crimson Altar) ist ein britischer Horrorfilm aus dem Jahre 1968, der von Lewis M. Heyward produziert wurde und unter der Regie von Vernon Sewell entstand. Der Film ist eine Produktion der britischen Filmproduktionsgesellschaft Tigon British. In den Hauptrollen sind Christopher Lee, Boris Karloff und Mark Eden zu sehen. Der Film basiert lose auf der Erzählung Träume im Hexenhaus von H. P. Lovecraft aus dem Jahre 1932.

## Handlung
Peter Manning nimmt hypnotisiert an einer schwarzen Messe teil. Eine nackte Frau liegt dabei gefesselt auf einem Opferaltar. Peter wird von einer Frau mit grüner Haut und einer gehörnten Krone dazu aufgefordert seinen Namen in ein dickes Buch zu schreiben, was dieser tut. Daraufhin ersticht er die nackte Frau mit einem Messer und ihm wird ein Brandzeichen auf die Brust gebrannt.
Indessen hat Peters Bruder, Robert Manning, einen Brief von Peter bekommen, in dem steht, dass er morgen zurückkommen wird. Da der Brief schon zehn Tage alt ist, macht Robert sich Sorgen. Er findet heraus, dass das Briefpapier von einem gewissen Mr. Morley stammt, und fährt nach Craxted Lodge zu fahren, wo Mr. Morley einen Pub besitzt. Ein Tankwart weist Robert darauf hin, dass in Craxted Lodge an diesem Tag der Jahrestag der Hexenverbrennung gefeiert wird. Im Wald wird er auf eine leichtbekleidete Frau aufmerksam, die schreiend durch den Wald rennt und von einem Auto verfolgt wird. Robert kommt zu Hilfe, es stellt sich jedoch heraus, dass die Frau und ihre Verfolger nur eine Art Fangenspiel spielen.
Später trifft Robert in Craxted Lodge ein. Er geht in den Pub von Mr. Morley, wo gerade eine ausschweifende Party gefeiert wird. Robert lernt Eve kennen und fragt sie nach Mr. Morley. Eve sagt ihm, er wäre oben. Robert fragt Mr. Morley, ob ein Peter Manning in seinem Pub gewohnt habe. Mr. Morley sagt, dass er keinen Peter Manning kenne, bietet Robert aber ein Zimmer an, welches dieser annimmt. Er fragt Morley auch, wieso der Jahrestag der Hexenverbrennung in Craxted Lodge schon jetzt gefeiert werde, worauf dieser ihm erklärt, dass bald der Jahrestag eines berühmten Hexenprozesses sei, in dem eine Hexe namens Lavinia Morley, von der Mr. Morley ein direkter Nachfahre ist, zum Tode auf dem Scheiterhaufen verurteilt wurde.
Robert auch Bekanntschaft mit Professor Marshe, welcher ein Experte für Hexenverbrennung und schwarze Messen ist und alte Folterinstrumente sammelt. Kurz darauf wird im Dorf die Verbrennung von Lavinia Morley nachgestellt. Lavinia sieht genau so aus, wie die Frau mit der grünen Haut aus der ersten Szene. Später in seinem Zimmer trifft Robert auf den geistig verwirrten Zimmerservice Elder, der Robert sagt, dass er sofort verschwinden und zum Friedhof gehen solle, bevor es zu spät ist. Als Robert das tut, findet ihn Professor Marshe, der ihm sagt, dass er nicht auf Elder hören soll.
Als Robert schläft, erscheint ihm plötzlich Peter. Danach findet er sich in einer Art Gerichtssaal wieder, in dem mehrere unheimliche Gestalten sind, von denen einer eine Ziegenmaske trägt, ein anderer trägt eine Totenkopfmaske und ein anderer eine Art Vogelmaske. Auf einem Thron sitzt Lavinia Morley, die Robert dazu auffordert seinen Namen genau wie Peter in das dicke Buch zu schreiben. Robert weigert sich und wacht danach wieder auf. Am nächsten Tag geht Robert durch das Dorf um sich nach seinem Bruder umzuhören. Dabei schießt ein Mann auf ihn. Robert schafft es den Mann von hinten zu überwältigen und fragt ihn, wieso er auf ihn geschossen hat. Der Mann antwortet nicht. Plötzlich erscheint Professor Marshe, welcher Robert erklärt, dass der Mann nicht auf ihn schießen wollte, sondern auf einen Vogel und dass der Mann stumm sei. Im Dorf kann Robert auch keine Hinweise auf Peter finden. Später im Pub redet er mit Eve darüber, die ebenfalls nichts von einem Peter Menning weiß. Dann fällt Robert ein, dass Peter wahrscheinlich einen falschen Namen benutzt hat, damit man ihn nicht als Verkäufer erkennt. Er fragt Mr. Morley, ob ein Mann mit den falschen Namen, den Peter benutzt hat, im Pub gewohnt habe. Morley sagt ihm, dass er nur zwei Tage dort gewohnt habe und dann wieder abgereist sei und inzwischen wieder zuhause sein muss. Robert erklärt ihm, dass Peter noch nicht heimgekehrt sei. Morley könne sich das nicht erklären.
In der Nacht träumt Robert wieder von seinem Bruder und der schwarzen Messe. Dieses Mal wird er von Lavinia noch mehr dazu gedrängt zu unterzeichnen. Er weigert sich erneut, worauf Lavinia ihm ein Messer in den Arm rammt. Robert wacht auf und beginnt zu schlafwandeln. Er geht nach draußen, wo er von einem Polizisten gefunden wird. Der Polizist bemerkt, dass Roberts Arm verletzt ist. Robert geht nach oben zu Eves Zimmer. Sie öffnet ihm und verbindet seinen Arm. Danach verführt Robert Eve und die beiden schlafen miteinander.
Später geht Robert wieder in sein Zimmer. Er findet Blutspuren am Boden, die nicht von ihm stammen. Dann findet er einen Geheimgang, der in den Dachboden führt. Dort ist der Raum, in dem in seinem Traum die schwarze Messe abgehalten wurde. Jedoch ist er vollkommen verwebt. Am nächsten Tag geht Robert zu dem Polizisten, der ihn gefunden hat und berichtet vom Verschwinden seines Bruders und von dem Geheimgang. Da im Dorf jedoch viele Häuser solche Geheimgänge haben, sieht der Polizist keinen Grund für eine Durchsuchung des Hauses. Später zeigt er den Geheimgang Eve. Er stellt dabei fest, dass die Spinnweben nicht echt sind. Eve wartet in dem Raum, während Robert zu Professor Marshe geht. Er erzählt Professor Marshe von seinen Albträumen und fragt ihn, ob es ein Hexenritual gebe, bei dem man seinen Namen in ein Buch schreibt. Marshe sagt ihm, dass die Gestalten mit den Masken altertümliche Götter darstellen und dass man sich zum willenlosen Sklaven mache, wenn man seinen Namen in das Buch schreibt. Er sagt ihm auch, dass er ein Nachfahre des Hauptklägers im Fall Lavinia Morley sei. Robert geht wieder in den Pub zu dem Raum. In einer Kiste findet er dort Elders Leiche. Er geht wieder zu dem Polizisten und erzählt ihm von dem Leichenfund. Robert geht mit dem Polizisten zum Pub.
Inzwischen wird Eve von Mr. Morley entführt und in den Raum gebracht. Er fesselt sie auf den Opferaltar und will Eve opfern, weil sie ebenfalls eine Nachfahrin von Lavinia Morley ist und ihre Familie verraten hat. Robert und der Polizist kommen rechtzeitig um Eve zu retten. Mr. Morley hat aber Benzin auf den Boden geschüttet und lässt den Raum in Flammen aufgehen. Robert, Eve und der Polizist fliehen nach draußen. Die Feuerwehr kommt. Plötzlich steigt Mr. Morley aus den Flammen und steht auf dem Dach. Die Feuerwehrmänner wollen ihn mit der Feuerwehrleiter retten. Morley aber will nicht gerettet werden. Er rennt in die Mitte des Daches, wo er qualvoll verbrennt. Hinter ihm erscheint das gigantische Antlitz von Lavinia Morley, die ein dämonisches Lachen ausstößt.

## Entstehung
Nach dem großen Erfolg von Frankensteins Fluch (1957), Dracula (1958) und Die Rache der Pharaonen (1959) in den späten 1950er Jahren begannen viele kleinere britische Produktionsfirmen den Stil von Hammer Filmen erfolgreich zu kopieren. So wurden von Amicus Productions Episoden-Horrorfilme wie Die Todeskarten des Dr. Schreck (1965) und Der Foltergarten des Dr. Diabolo (1967) gedreht. Tony Tenser, der Gründer der Produktionsfirma Tigon British, produzierte u. a. Das Blutbiest (1968) mit Peter Cushing. Aufgrund des Erfolgs ging die American International Productions (AIP) eine Partnerschaft mit Tigon British ein. Die erste gemeinsame Produktion war 1968 Der Hexenjäger mit Vincent Price in der Hauptrolle. Schon vor dem Filmstart war Tenser vom Erfolg bereits so überzeugt, dass er noch für dasselbe Jahr die Produktion von Die Hexe des Grafen Dracula plante.
Als Vorlage sollte die Erzählung Träume im Hexenhaus von H. P. Lovecraft dienen, da dessen Bücher in den 1960er Jahren zunehmende Popularität erlangten. Von AIP waren schon mehrere seiner Romane verfilmt worden, wie etwa Die Folterkammer des Hexenjägers (1963). Auch die erste eigene Produktion von Tigon British, Im Banne des Dr. Monserrat (1967), basierte auf einer Vorlage des Autors. Als Drehbuchautor wurde Jerry Sohl beauftragt, der sich bei seiner Arbeit recht genau an Lovecrafts Vorlage hielt.
Das Drehbuch handelte von einem Mathematikstudenten, der in einem verfluchten Haus von Albträumen heimgesucht wird. Die relativ kurze Geschichte ließ sich nur schwer zu einem Film umschreiben. Zudem war die Story in den 60er Jahren nicht mehr zeitgemäß. Die sexuelle Revolution beeinflusste auch die Filme dieser Zeit, und so engagierte man als neue Autoren Mervyn Haisman und Henry Lincoln, welche bereits Drehbücher für die britische Kult-Serie Doctor Who geschrieben hatten. Sie sollten die altmodische Geschichte in die Gegenwart verlegen. Aus dem Mathematik-Studenten wurde der Frauenheld Robert Manning, die Albträume wurden zu hypnotischen Fantasien und das Spukhaus wurde zu einem Pub, in dem wilde Partys mit LSD gefeiert werden. Das Ganze war unterlegt mit British Invasion Music. Aufgrund dieser drastischen Änderungen wurde Lovecrafts Name schließlich gar nicht mehr mit dem Film in Verbindung gebracht, und Tenser war mit dem neuen Script zufrieden. Als Regisseur wurde Vernon Sewell engagiert, der bereits bei Das Blutbiest Regie geführt hatte.
Als Hauptdarsteller konnten zwei Ikonen des Horrorfilms verpflichtet werden: Boris Karloff und Christopher Lee. Karloff litt stark an Arthritis und erkrankte schließlich auch noch an einer Lungenentzündung. Er war von Tigon British und AIP für den Film engagiert worden, obwohl die Versicherung das damit verbundene Risiko abgelehnt hatte. Christopher Lee hatte zuvor die Dreharbeiten zu Der Todeskuss des Dr. Fu Man Chu in Rio de Janeiro beendet. Auf dem Rückflug nach Großbritannien zog er sich eine schwere Rückenmarkverletzung zu. Aus diesem Grund war er während der Dreharbeiten auf die Einnahme von Schmerzmitteln angewiesen. Seine Spielweise im Film wirkt möglicherweise dadurch bedingt zurückhaltender, zugleich aber auch würdevoller.

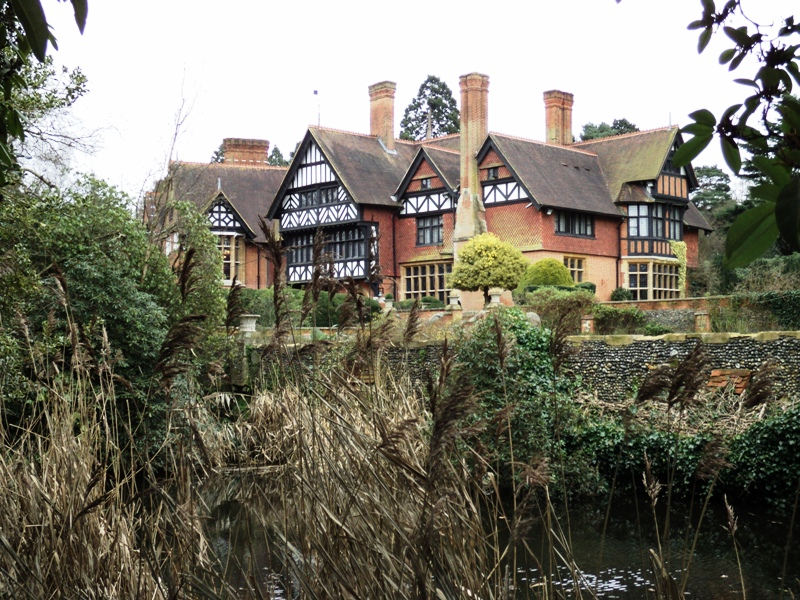
„Grim’s Dyke House“ in Harrow Weald bei London, Drehort für einen Großteil des Films

Der Produzent Gerry Levy fand in Harrow Weald, einem Vorort von London ein altes Gebäude, das sich perfekt für den Film eignete, das Grim’s Dyke House, welches im Jahre 1870 für den Maler Frederick Goodall gebaut worden war und 20 Jahre später der Dichter, Kritiker und Karikaturenzeichner William S. Gilbert gekauft hatte. In den 1950er Jahren war es ein Sanatorium, welches 1967 geschlossen wurde. Danach drohte das Gebäude zu verfallen.
Levy beschrieb das Haus, nachdem er es zum ersten Mal gesehen hatte, derart: „Es war der kälteste, düsterste Ort, den ich jemals gesehen habe.“ Sah man von dem schlechten Zustand des Hauses ab, war es mit einer eleganten Fassade, die von einer großflächigen Parkanlage umgeben war, mit vielen verwinkelten Gängen und Wendeltreppen der perfekte Drehort für einen Horrorfilm. Da ein Nachbau etwa 10.000 britische Pfund gekostet hätte, wurde Grim’s Dyke House zur Filmkulisse umgebaut, die später auch noch für die Horrorfilme Gänsehaut (1969) und Der Todesschrei der Hexen (1970) Verwendung fand.
Die Dreharbeiten zu Die Hexe des Grafen Dracula begannen am 22. Januar 1968  und dauerten etwa fünf Wochen. Danach gab es jedoch Schwierigkeiten bei der Wahl des Filmtitels. Ursprünglich sollte dieser The Reincarnation lauten, zeitweilig dann The Crimson Altar. Da unzufrieden mit beiden dieser Titel, entschied man sich zu zwei unterschiedlichen Titeln: für die USA zu The Crimson Cult und für Großbritannien zu Curse of the Crimson Altar.

## Veröffentlichung
Nachdem der Film fertiggestellt war, verweigerte das British Board of Film Classification (BBFC) die Freigabe, da am Anfang ursprünglich eine Frau ausgepeitscht wurde. Die Motion Picture Association of America (MPAA) kritisierte hingegen die sexuellen Inhalte des Films.
Am 8. Dezember 1968 feierte der Film seine Premiere im Vereinigten Königreich, wo er mit Schnittauflagen in einer Länge von 87 Minuten freigegeben wurde. In Deutschland kam er am 15. August 1969 in die Kinos. In Anspielung auf Christopher Lees berühmteste Rolle wurde er unter dem Titel Die Hexe des Grafen Dracula vermarktet, später auch unter dem Alternativtitel Schwarze Messe auf blutrotem Altar wiederaufgeführt. In den USA startete der Film als The Crimson Cult am 15. April 1970.
Die Hexe des Grafen Dracula wurde von dem Label E-M-S innerhalb der Reihe „Der Phantastische Film“ in einer restaurierten Fassung auf DVD veröffentlicht. Am 7. Juli 2017 wurde der Film vom Label Wicked Vision Media in Deutschland auf Blu-ray Disc im Mediabook mit drei unterschiedlichen Covermotiven veröffentlicht. Bei dieser Version wurden die für die BBFC-Freigabe geschnittenen Szenen wieder in den Film eingefügt.

## Kritiken
„… beeindruckend gefilmt und lebt von seiner düsteren, gothischen Optik, welche wir aus den Hammer-Filmen bereits kennen und die inhaltliche Mängel schnell vergessen lässt. Regisseur Vernon Sewell ist hier ein Augenschmaus gelungen und dabei ist es egal, ob Kameraführung, Set oder einfach nur die Ausleuchtung, ‚Schwarze Messe auf blutrotem Altar‘ schafft etwas, was heutigen Filmen kaum noch gelingt. Er erzeugt Atmosphäre und das nicht zu knapp. Mit etwas mehr Mut zu Innovation und einem besseren Drehbuch hätte es ‚Curse of the Crimson Altar‘ zu einem unvergesslichen Klassiker schaffen können.“

“A shoddy horror pic, notable only as the 81-year-old Karloff’s last completed feature. […] director Sewell never gets to grips with the muddled script.”

„Ein schlampiger Horrorstreifen, erwähnenswert nur als der letzte vollendete Film des 81-jährigen Boris Karloff. […] Regisseur Sewell bekommt das verworrene Drehbuch an keiner Stelle in den Griff.“

„Ein verworrener Streifen, der diverse Male auf sogenannte Traumsequenzen zurückgreift, um die gespenstischen Ereignisse zu illustrieren und auch in Sachen Dialog mehrmals mit dummen Mätzchen aufwartet.“

„Brach liegen die schauspielerischen Fähigkeiten […] Dafür bekommen wir einige fade, uninspirierte Sexszenen und – versteht sich – ein gerüttelt Maß an logischen Schnitzern.“

„Mittelmäßiger Horrorfilm voller Widersprüche und ohne innere Logik; interessant bestenfalls durch die Farbdramaturgie.“

„Mittelmäßiger Horror in lediglich etwas gehobener Farbverpackung. Ohne jegliche Empfehlung.“